# Madonna con due corone e cherubini
La Madonna con due corone e cherubini è un'opera attribuita a Donatello. Si tratta di una frammento di lunetta in marmo (176x95 cm), conservato in una collezione privata a Roma e noto agli studiosi solo dagli anni novanta del Novecento e al grande pubblico solo a partire da una mostra del giugno 2005.

## Storia
Il pezzo proverrebbe dalla lunetta di Santa Caterina tra la Madonna e il Cristo che componeva una Triplice incoronazione di Santa Caterina da Siena, una per ciascuna delle sue virtù. Il rilievo decorava, assieme a una figura distesa della santa (di altri scultori), il monumento sepolcrale che si trovava nella basilica di Santa Maria sopra Minerva. Qui Donatello lavorò durante il suo soggiorno romano dal 1431/1432 circa fino al 1433.
Nel 1573-1579 il monumento venne smembrato e i rilievi dispersi. La ragione fu la canonizzazione della santa (1461) che richiese una sepoltura più consona sull'altare maggiore, mentre la cappella originaria venne ridedicata alla Madonna del Rosario. Nel 1592 una lettera datata all'aprile riferisce come i rilievi, tranne quello della santa giacente, reimpiegato nell'altare maggiore, finissero sul mercato antiquario. Il pannello in questione sarebbe poi pervenuto in una cappella-ospedale dell'ordine antoniano, nella campagna a nord di Roma, nei pressi di Mentana, dove restò fino alla soppressione napoleonica del 1798.
Si sa poi che dal XIX secolo il rilievo fa parte della collezione privata della famiglia romana dei Sartori. Per Federico Zeri l'opera era autografa del grande scultore (1995), per questo aveva consigliato all'allora ministro dei Beni Culturali, Antonio Paolucci, di acquistarla. Altri invece la ritengono di disegno del maestro ma scolpita a più mani.
Dopo sei anni di studi e ricerche d'archivio il pannello venne presentato al pubblico scientifico nel 2005, da Giancarlo Gentilini e Marco Pizzo, che ne hanno ricostruito il percorso nei secoli e ne hanno valutato l'autografia.

## Descrizione
La lastra è scolpita in stile stiacciato e mostra la Madonna seduta e girata di profilo verso sinistra, che offre due corone, mentre è circondata da una folla di tredici cherubini. Una terza corona doveva trovarsi dall'altro lato nelle mani di Gesù.
Secondo Gentilini ci sono una serie di elementi che testimoniano l'autografia del maestro, innanzitutto la composizione e la tecnica dello stiacciato, che crea profondità con la disposizione in scorcio della figura. I cherubini si ritrovano anche in altre opere dell'artista (come la Madonna delle Nuvole, degli anni 1430) e sono presenti anche le tipiche deformazioni ottiche che tengono in considerazione il punto di vista dello spettatore, come le gambe corte rispetto al busto (il pannello era collocato in alto).
Una prova indiziaria è la scarsità di opere conosciute del soggiorno romano di Donatello, che si attardò due anni nonostante i continui richiami dei canonici di Prato per tornare a concludere il pulpito avviato e non concluso. L'impegno alla lavorazione al sepolcro di Caterina potrebbe essere stato un valido motivo per rimandare la partenza.
Difficile è poi che si tratti dell'opera di un falsario, per via dell'inconsueto soggetto, troppo rischioso rispetto a iconografie più semplici e diffuse.